# Łukowe (Białoruś)
Łukowe (biał. Лукавыя, Łukawyja; ros. Луковые, Łukowyje) – wieś na Białorusi, w obwodzie grodzieńskim, w rejonie ostrowieckim, w sielsowiecie Michaliszki.

## Warunki naturalne
Wieś położona jest nad Straczą, w pobliżu jej ujścia do Wilii, na terenie Rezerwatu Krajobrazowego Jeziora Soroczańskie. Otoczona jest lasami.

## Historia
W dwudziestoleciu międzywojennym leżało w Polsce, w województwie wileńskim, w powiecie święciańskim, w gminie Aleksandrowo/Żukojnie.
Po II wojnie światowej w granicach Związku Sowieckiego. Od 1991 w niepodległej Białorusi.